# Habus Almuzafar
Habus ibne Macsane ibne Ziri ibne Manade Sanhaji (em árabe: المظفر حبوس بن ماكسن بن زيري; romaniz.: Ḥabūs ben Māksan ben Zīrī  ben Manād aṣ-Ṣinhājī), melhor conhecido como Habus Almuzafar ("o vencedor"), foi o segundo emir (rei) zírida da Taifa de Granada, que reinou entre 1019 e 1038. Foi o sucessor do seu tio Zaui ibne Ziri, cujos filhos afastou do poder. Habus teve dois filhos, Badis ben Habus e Bologuine, tendo sido sucedido pelo primeiro.

## Biografia
Depois de ter fundado a Taifa de Granada, aproveitando o caos gerado pelos conflitos internos no Califado de Córdova, e de ter estabelecido a sua capital em Granada (após um breve período em que a capital esteve em Medina Elvira), em 1019 ou 1020 (ou 1025 segundo Lévi-Provençal),, Zaui ibne Ziri decide voltar a Ifríquia, o seu país natal. Segundo o historiador tunisino do século XIII ibne Caldune, Zaui estava incomodado com os excessos cometidos pelos seus homens durante as guerras, que ele acreditava que atrairiam o castigo divino e levaria à ruína do seu reino. Outras explicações possíveis para a retirada de Zaui são a hostilidade que enfrentava na Andaluzia e  aspirações ao trono de Cairuão, onde reinava o neto do seu irmão Bologuine, Almuiz ibne Badis, então com apenas 11 anos de idade.
Ao deixar Granada, Zaui deixou o seu filho Bologuine ibne Zaui como governador, mas este torna-se tão impopular que os habitantes se revoltam contra ele e fazem vir para a cidade o primo Habus e o colocam no trono. Ibne Caldune refere-se a Habus como o fundador da nova dinastia zírida em Granada.
O reinado de Habus é relativamente longo e sem dúvida mais pacífico, pois é muito pouco documentado nas obras que tratam deste período. Ibne Caldune limita-se a escrever que «Habus tornou-se um dos mais poderosos dos pequenos soberanos que partilhavam o Alandalus. Morreu em 1038.» Apesar de tudo, durante o reinado de Habus, o prestígio da taifa granadina cresceu muito e foram levadas a cabo campanhas militares contras os estados vizinhos, que expandiram territorialmente o reino.
Depois do período de anarquia em Córdova, os judeus refugiam-se em Granada. Entre eles encontrava-se Semuel ibn Nagrela, o célebre erudito e político. A população judia na capital aumentou para 5 000 e Lucena floresceu como um polo académico hebraico. Semuel, um mestre em caligrafia árabe, começa por ser tornar-se secretário do vizir Abu Alcacim ibne Alarife. Em 1027, o vizir moribundo confidencia a Habus que o seu êxito se deve principalmente ao seu secretário judeu, o que leva Habus a nomear Semuel o novo vizir. Quando Habus morre em 1038, Semuel junta-se aos que apoiam Badis como sucessor e quando este sobe ao trono mantém o erudito judeu como vizir. Semuel manteve-se como vizir principal de Granada até à sua morte em 1055.